# 匠明
匠明（しょうめい）は、江戸時代初期に平内政信がした木割書。全5巻。巻末には、1608年（慶長13年）の平内政信による奥書、1605年（慶長10年）の平内吉政（政信の父）による奥書がある。

## 概要

### 構成
- 第1巻、門記集、第2巻、社記集、第3巻、堂記集、第4巻、塔記集、第5巻、殿屋集。

### 写本
原本は伝存せず、現存最古の写本は東京大学に伝わる。

## 参考資料
- 伊藤要太郎（校訂解説）、太田博太郎（監修）「匠明」鹿島出版会（1871年）
- 原田多加司「屋根の日本史　職人が案内する古建築の魅力」 （中公新書）中央公論新社
- 太田博太郎「奈良の寺々　古建築の見かた」 (岩波ジュニア新書 43) 岩波書店（1982年）